# Stanięcino
Stanięcino (deutsch Stantin) ist ein Dorf bei Słupsk (Stolp) in der polnischen Woiwodschaft Pommern.

## Geographische Lage
Stantin liegt in Hinterpommern, etwa sechs Kilometer südöstlich von Stolp und 100 Kilometer westlich der regionalen Metropole Danzig.

## Geschichte
Das kleine Gassendorf ist eines der ältesten urkundlich erwähnten Dörfer im Landkreis Stolp. 1281 wurde es unter dem Namen Stenezin in einer Urkunde erwähnt, mit der  Herzog Mestwin II. das in Stolp  neugegründete Prämonstratenser-Nonnenkloster u. a. mit dem Zehnten des Dorfs ausstattete. 1311 gewährten die Markgrafen Johann V. und Waldemar von Brandenburg den Klöstern Belbuck und Stolp im Tauschwege u. a. die Freiheit. Das  Dorf wurde damals Stanescin genannt.  Während der Reformation unterstellte  1522 Herzog Bogislaw X. die Güter des Klosters seiner Verwaltung. Es entstand so das Herzogliche Amt Stolp, das nach Übergang Pommerns an Brandenburg als Königliches Amt Stolp beibehalten und erst nach der Bauernbefreiung 1810 wieder aufgelöst wurde.
Um 1784 gab es in Stantin fünf Bauern einschließlich des Freischulzen, einen Büdner und insgesamt sieben Feuerstellen (Haushaltungen). Im Jahr 1925 standen im Dorf 29 Wohnhäuser. Im Jahr 1932 bestand eine einstufige Volksschule, in der ein einzelner Lehrer 43 Schulkinder unterrichtete. 1939 wurden 42 selbständige Haushaltungen gezählt.
Gegen Ende des Zweiten Weltkriegs wurde Stantin am 8. März 1945 von der Roten Armee besetzt. Im Sommer 1946 wurde in Stantin eine polnische Verwaltung eingerichtet.

## Entwicklung der Einwohnerzahl
- 1939; 183
- 2010: ca. 140

## Kirchspiel
Die Einwohner von Stantin waren evangelisch. Das Dorf war in der St.-Petri-Kirche zu Stolp eingepfarrt und gehörte damit zum Kirchenkreis Stolp-Altstadt.

## Verwaltungsstruktur
Der Ort bildet ein Schulzenamt in der Gmina Redzikowo (Landgemeinde Reitz) im Powiat Słupski (Stolper Kreis) der Woiwodschaft Pommern.